# Carlos Salinas de Gortari
Carlos Salinas de Gortari va néixer a la ciutat de Mèxic el 3 d'abril de 1948. Va ser president constitucional de Mèxic de l'1 de desembre de 1988 al 30 de novembre de 1994.
Carlos Salinas es va llicenciar en economia a la Universitat Nacional Autònoma de Mèxic (1971). Va realitzar el doctorat en economia política i govern a la Universitat Harvard (1978). El 1966 va ingressar al Partit Revolucionari Institucional, on va col·laborar en diverses campanyes electorals i va impartir classes a l'Institut d'Estudis Polítics, Econòmics i Socials de dit partit. A l'àmbit acadèmic, va exercir la docència a la UNAM, al Centre d'Estudis Monetaris Llatinoamericans i a l'Institut Tecnològic Autònom de Mèxic. En l'administració pública va ocupar diversos càrrecs en les secretaries (ministeris) d'Hisenda (1978-1979) i de Programació i Pressupost, de la qual va ocupar la titularitat el 1982.
Obtingué la presidència de Mèxic en unes controvertides eleccions contra el candidat Cuauhtémoc Cárdenas Solórzano. Durant la seva gestió com a president de Mèxic es van aprofundir els canvis econòmics iniciats pel seu antecessor, entre els quals la privatització d'empreses públiques i l'obertura comercial; es va signar i va entrar en vigor el Tractat de Lliure Comerç amb Amèrica del Nord; es van restablir les relacions diplomàtiques amb el Vaticà; i va esclatar el moviment rebel de l'Exèrcit Zapatista d'Alliberament Nacional.

## Honors
Orde Olímpic d'or